# Фестиваль Sziget

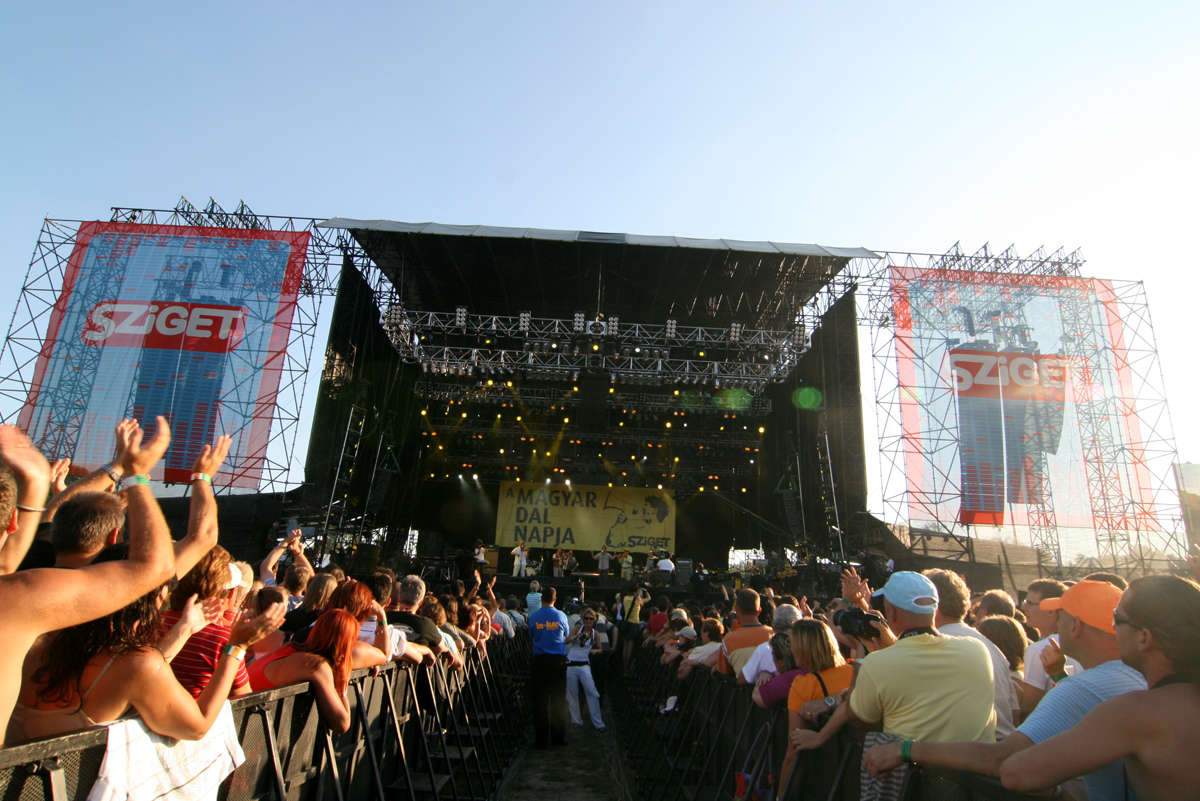
Sziget Festival (2008)

Фестиваль «Сіґет» (угор. Sziget Fesztivál, іноді англ. Island Festival, буквально Фестиваль «Острів») — один із найбільших європейських фестивалів, що відбувається щоліта в серпні з 1993 на дунайському острові Обуда в Будапешті, Угорщина.
Основна частина фестивалю — багатожанрова музична програма, а також — театральна, мистецька, циркова. Щодня представлено близько 250 програм на 60 майданчиках та сценах.
Фестиваль популярний серед мешканців Західної Європи. Понад 50 % відвідувачів приїжджають із-за кордону, найбільше — з Нідерландів, Німеччини, Великої Британії та Франції.

## Історія фестивалю
Фестиваль під назвою «Студентський острів» (угор. Diáksziget) започаткували у 1993 Карой Герендаї (Károly Gerendai) і Петер Мюллер (Péter Müller), захід відвідало 43 тисячі людей, яким представили 200 концертів, 80 кінопоказів та 40 театральних вистав. На першому фестивалі виступали лише угорські музиканти.
У 1996—2001 фестиваль називався «Остів Пепсі» на честь організатора — компанії Pepsi.
Протягом 7 днів відвідувачі фестивалю можуть ознайомитись з усім спектром музики: від традиційних алжирських пісень до канадського індастріела, від американського хард-року до композицій лондонських ді-джеїв. Окрім музики на «Сіґеті» відбуваються численні культурні заходи: перегляди кінофільмів, спортивні змагання, художні виставки та галереї, театральні та циркові вистави, дискусійні клуби, мовні школи, дитячі програми, розіграші призів, благочинні акції тощо.

## Послуги «Сіґета»
«Сіґет» пропонує своїм гостям чимало послуг: від пральні, поштового відділення та камери схову до щоденного догляду за дітьми. Банкомати розташовано по всій території фестивалю. Є аптека, бюро знахідок, сейф, цілодобове медичне обслуговування, інформаційний центр багатьма мовами та інші послуги. Окрім інформаційних стендів, зорієнтуватися допоможуть нові інформаційні дошки.
Наметове містечко розраховане на 35 тисяч мешканців. Цією послугою можуть користуватися власники кемпінгових абонементів та денних квитків на кілька днів. Приблизно на таку ж кількість людей розраховані й мобільні душові кабіни. Мобільними туалетами можуть користуватися усі гості.
Для харчування відвідувачів працюють кейтерингові центри. Тут представлено різноманітні страви: хот-доги, пиріжки, поп-корн, фрукти, печиво, тістечка, шашлики, сандвічі, морепродукти, піци, грилі, млинці, картопля фрі, вегетаріанські страви, біопродукти, сухофрукти, морозиво тощо. Національні кухні представлені мексиканськими стравами, бразильськими солодощами, італійськими пастами, арабською, африканською, китайською, балканською та угорською кухнею.
Організатори закликають відвідувачів користуватися міським транспортом — до острова можна дістатися автобусами, електричкою місцевого значення HEV, катером з Пешта та Буди та таксі за спеціальними цінами.

## Фестиваль «Сіґет» у Києві
У червні 2013 року стало відомо, що організатори фестивалю домовилися із КМДА про проведення фестивалю в Києві додатково до фестивалю, що проводиться щороку у Будапешті. Засновник «Сіґета» Карой Герендаї сказав, що переїзд пов'язаний із тим, що в Україні менша конкуренція та досить високий попит на такі заходи, а Труханів острів задовольняє концепцію «Сіґета» як острівного фестивалю, а також є зручним для його проведення.
Бюджет першого київського «Сіґета», який мав відбутися наприкінці червня 2014 року, був запланований на рівні 4 млн євро, а тривалість — три дні. У майбутньому організатори планували вийти на п'ятиденний формат. Навесні 2014 року через політично-економічну ситуацію в країні фестиваль перенесли на 2015 рік, однак він так і не відбувся.

## Українські гурти на Sziget-і
Хронологія виступів українських груп на фестивалі Sziget:
- 1998: Брати блюзу
- 2000: Мандри
- 2006: Mad Heads XL
- 2007: Танок на Майдані Конго та Esthetic Education
- 2008: ...и Друг Мой Грузовик
- 2009: Гайдамаки
- 2010: Антитіла
- 2013: ДахаБраха
- 2015: ДахаБраха, ONUKA, Гайдамаки
- 2018: ONUKA, 5'nizza, Kadnay

## Хронологія
| Рік  | Назва                          | Відвідувачі | Артисти |
| ---- | ------------------------------ | ----------- | --- |
| 1993 | Diáksziget '93                 | 43,000      | Лише угорці |
| 1994 | Diáksziget '94 — Eurowoodstock | 143,000     | - The Birds - Blood, Sweat & Tears - Eric Burdon - Grandmothers of Invention (Френк Заппа) - Jefferson Starship - Jethro Tull - Ten Years After |
| 1995 | Diáksziget '95                 | 173,000     | - Clawfinger - Джеф Гілі - John Cale - Kava Kava - Stranglers |
| 1996 | Pepsi Sziget 1996              | 206,000     | - Iggy Pop - Slash - Sonic Youth - The Bates - The Levellers - The Prodigy - The Stone Roses - Therapy? |
| 1997 | Pepsi Sziget 1997              | 260,000     | - David Bowie - Chumbawamba - dEUS - Faith No More - Foo Fighters - Motörhead - New Model Army - Rollins Band - The Cardigans - Toy Dolls - Tankcsapda |
| 1998 | Pepsi Sziget 1998              | 268,000     | - Boney M - Chumbawamba - Coolio - Goldie - Green Day - Mory Kanté - Paradise Lost - Patti Smith - Rammstein - Tankcsapda - Shane MacGowan and the Pogues - Therapy? |
| 1999 | Pepsi Sziget 1999              | 297,000     | - Apocalyptica - Asian Dub Foundation - Baaba Maal - Brand New Heavies - Faithless - Guano Apes - Kool and the Gang - Liquido - Paradise Lost - Rachid Taha - Suede - Tankcsapda - Troitsa |
| 2000 | Pepsi Sziget 2000              | 324,000     | - Apollo 440 - Baaba Maal - Chumbawamba - 16 Horsepower - Bad Religion - Bloodhound Gang - Clawfinger - Die Ärzte - FreshFabrik - Gods Tower - Guano Apes - HIM - K2R Riddim - Лу Рід - Oasis - Suzanne Vega - Tankcsapda - Therapy? - Troitsa |
| 2001 | Pepsi Sziget 2001              | 365,000     | - Ash - Anathema - Bomfunk MCs - Jimmy Bosch - Eagle Eye Cherry - Faithless - Freestylers - FreshFabrik - Guano Apes - HammerFall - HIM - Ignite - Khaled - Moonspell - Morcheeba - Nightwish - Noir Desir - Omara Portuondo - Overkill - Placebo - Rage - Värttinä - Run DMC - Tankcsapda |
| 2002 | Sziget 2002                    | 355,000     | - Amorphis - Baaba Maal - Destruction - Die Toten Hosen - Edguy - FreshFabrik - Gamma Ray - HIM - Iggy Pop - Jovanotti - Kreator - Kosheen - Mory Kanté - Muse - Natacha Atlas - Nightwish - Pulp - Savatage - Stereo MCs - The 69 Eyes - The Cure - The Gathering - The Klezmatics - Mission - Tito and Tarantula - Transglobal Underground - Troitsa - U.K. Subs - Tankcsapda |
| 2003 | Sziget 2003                    | 361,000     | - Annihilator - Apocalyptica - Circle II Circle - DJ Rush - Fun Lovin' Criminals - Massive Attack - Morcheeba - My Dying Bride - Napalm Death - Seeed - Shaggy - Slayer - Sonata Arctica - Testament - The 69 Eyes - Troitsa - Tankcsapda |
| 2004 | Sziget 2004                    | 369,000     | - Addictive TV - Amorphis - Anthrax - Ash - Basement Jaxx, - Cannibal Corpse - Children of Bodom - Faithless - Freestylers - Fun Lovin' Criminals - Grave Digger - In Flames - Junkie XL - My Dying Bride - Paul Oakenfold - Saxon - Scissor Sisters - Sugababes - Bloodhound Gang - The Gathering - The Pet Shop Boys - The Rasmus - Tito and Tarantula |
| 2005 | Sziget 2005                    | 385,000     | - Accept - Basement Jaxx - Buena Vista Social Club - Franz Ferdinand - Good Charlotte - Ignite - KoЯn - Natalie Imbruglia - Nick Cave - Obituary - Opeth - Paul van Dyk - Saxon - Sean Paul - Sentenced - The 69 Eyes - Underworld - Wickeda |
| 2006 | Sziget 2006                    | 385,000     | - 17 Hippies - Addictive TV - Cradle of Filth - Craig - Evergrey - Fear Factory - Franz Ferdinand - Gogol Bordello - Hadag Nahash - Iggy and the Stooges - Jovanotti - Kispál és a Borz - Ленінград - Les Doigts de l'Homme - Lila Bloom - La Ruda - Living Colour - maNga - Ministry - Natacha Atlas - OneRepublic - Placebo - Radical Face - Radiohead - Robert Plant - Scissor Sisters - Sick of It All - Sons and daughters - Sunrise Avenue - The Gathering - The Prodigy - The Rasmus - The Skinny Bohemians - Therapy? - Tryo - Wir sind Helden                                    |
| 2007 | Sziget Festival 2007           | 371,000     | - Alpha Blondy - Eagles Of Death Metal - What Cheer? Brigade - Ennio Marchetto - Faithless - Fusedmarc (LT) - Gogol Bordello - The Good, The Bad & The Queen - Kispál és a Borz - Laurent Garnier - Madness - Manu Chao - Nine Inch Nails - Pink - Quimby - Razorlight - Sinéad O'Connor - Tankcsapda - The Chemical Brothers - The Hives - The Killers - The Rakes - TNMK - Tool |
| 2008 | Sziget Festival 2008           | 385,000     | - Alanis Morissette - Apocalyptica - Avantasia - Mass Hysteria - Anti-Flag - Babyshambles - Carcass - Die Ärzte - Exodus - Flogging Molly - Iced Earth - Iron Maiden - Jamiroquai - Justice - Kaiser Chiefs - Kispál és a Borz - Lacrimas Profundere - Lauren Harris - Mademoiselle K - Meshuggah - Millencolin - Pannonia Allstars Ska Orchestra - R.E.M. - Róisín Murphy - Sabaton - Serj Tankian - Sex Pistols - Tankcsapda - The Cribs - The Killers - The Kooks - The Presidents of the United States of America - The Wombats - MGMT - URH - Volbeat - Ziggi & The Renaissance Band |
| 2009 | Sziget Festival 2009           | 390,000     | - The Prodigy - The Offspring - Faith No More - IAMX - Paul Oakenfold - Žagar - Coldcut - Birdy Nam Nam - Fatboy Slim - Lily Allen - Ska-P - Tricky - Placebo - Nouvelle Vague - Buena Vista Social Club - White Lies - Armin Van Buuren - Ел Ді Меола - Crystal Method - Haydamaky - Manic Street Preachers - Pendulum - Bloc Party - Klaxons - José Padilla - The Ting Tings - Tiken Jah Fakoly |
| 2010 | Sziget Festival 2010           | 382,000     | - 08001 - Thirty Seconds to Mars - Amparo Sanchez - Antytila - Bad Religion - Billy Talent - Cankisou - Children of Bodom - Csík zenekar és vendégei - Danko Jones - Death Valley Screamers - Enter Shikari - Faithless - Fear Factory - Gorillaz Sound System - Gwar - Ill Niño - Infected Mushroom - Iron Maiden - Jaune Toujours - Kamelot - K.I.Z. - Kasabian - Каті Ковач & The Qualitons - Kries - Ляпис Трубецкой - Madness - Miz - Monster Magnet - Ez3kiel - Muse - Papa Roach - Paradise Lost - Ska-P - Skindred - Subsonica - The 69 Eyes - The Freelancers - The Hives        |
| 2011 | Sziget Festival 2011           | 385,000     | - Prince - Pulp - Interpol - La Roux - Good Charlotte - Kasabian - Hurts - The Chemical Brothers - Crystal Castles - Xiu Xiu - British Sea Power - Skunk Anansie - Dizzee Rascal - The Prodigy - Hadouken! - Kate Nash - Kaiser Chiefs - Thirty Seconds to Mars - Peter Bjorn & John - Gogol Bordello - The National - Manic Street Preachers - White Lies - Marina & The Diamonds - Judas Priest - Motörhead - Within Temptation - Deftones - Lostprophets - Go Back To The Zoo - Tankcsapda - Quimby - Oi Va Voi - Gotan Project - Flogging Molly                                       |
| 2012 | Sziget Festival 2012           | 379,000     | - The Paperboats - Snoop Dogg - Sum 41 - The Stone Roses - Placebo - Hurts - Crystal Fighters - The Horrors - The Subways - Mando Diao - Noah and the Whale - Friendly Fires - The Vaccines - Two Door Cinema Club - Korn - Magnetic Man - dEUS - Steve Aoki - Bebel Gilberto - Axwell - Beatsteaks - Caro Emerald - Ministry - The XX - Anna Calvi - The Ting Tings - Glasvegas - LMFAO - Паоло Нутіні - Fink - The Orange Fandangos - The Killers - DJ Fresh - Maximo Park - Dimmu Borgir - HammerFall - Molotov - Ленінград                                                            |
| 2013 | Sziget Festival 2013           | 362,000     | - Bad Religion - Bat For Lashes - Biffy Clyro - Blur - Boys Noize live - David Guetta - Enter Shikari - Deichkind - Die Ärzte - Dizzee Rascal - Editors - Empire Of The Sun - Everything Everything - Franz Ferdinand - Hadouken! - Little Boots - Ленінград - Nick Cave and the Bad Seeds - Нікі Ромеро - Mika - Oscar Mulero - Parov Stelar Band - Regina Spector - Seeed - Skunk Anansie - Tame Impala - The Bots - Triggerfinger - Woodkid - Dubioza kolektiv |
| 2014 | Sziget Festival 2014           | 415,000     | - A Day to Remember - Anti-Flag - Axwell - Bastille - Blink-182 - Borgore - Brody Dalle - Calvin Harris - Caparezza - Clifford Irving - Cornerstone Roots - Crystal Fighters - Deadmau5 - Fedde le Grand - Fink - Imagine Dragons - Jake Bugg - Jimmy Eat World - Klaxons - Korn - La Roux - Ленінград - Lily Allen - Macklemore & Ryan Lewis - Madness - Miles Kane - NOFX - Outkast - Placebo - Queens of the Stone Age - Rumatera - Ska-P - Skrillex - Stromae - Tankcsapda - The 1975 - The Big Pink - The Kooks - The Prodigy                                                        |
| 2015 | Sziget Festival 2015           | 441,000     | - Alesso - Alt-J - Асаф Авідан - Avicii - Blasterjaxx - C2C - Dropkick Murphys - Елла Ейр - Ellie Goulding - Enter Shikari - Florence and the Machine - Foals - Gentlemen & the Evolution - Gogol Bordello - Hollywood Undead - Interpol - Kasabian - Kings of Leon - Kraftklub - Knife Party - Limp Bizkit - Major Lazer - Marina and the Diamonds - Martin Garrix - MØ - Nero - Paloma Faith - Passenger - Rudimental - Robbie Williams - SBTRKT - Selah Sue - The Script - The Ting Tings - Turrentine Jones - W&W                                                                     |
| 2016 | Sziget festival 2016           |             | - Bastille - Bring me the Horizon - Bloc Party - Bullet for My Valentine - CHVRCHES - David Guetta - John Newman - Kodaline - M83 - MØ - Muse - Naughty Boy - Нікі Ромеро - Parkway Drive - Parov Stelar - Rihanna - Sum 41 - Sigúr Ros - The Last Shadow Puppets - The Lumineers |